# 1970 في اليابان
فيما يلي قوائم الأحداث التي وقعت خلال عام 1970 في اليابان.

## ظهور
- 1 يناير – موسيقى الأمبينت
- 19 مايو – باربا الشاطر

## أفلام
من الأفلام التي صدرت هذه السنة في اليابان:
- 1 يناير – تورا! تورا! تورا! من إخراج توشيو ماسودا (كاتب)، ريتشارد فليشر، کینجي فوکاساکو [الإنجليزية]‏.

## برامج ومسلسلات وأنمي
- الضفدع ننوس
- مغامرات نحول

## مواليد

### يناير
- 6 يناير – كادزهيسا إيإيجما لاعب كرة قدم ياباني.[1]
- 12 يناير – ماساكي ساوانوبوري لاعب كرة قدم ياباني.[2]
- 23 يناير – جوناثان ميس[3]
- 30 يناير – كيميا يوي رائد فضاء ياباني.[4]

### فبراير
- 6 فبراير – كين إيشيكاوا لاعب كرة قدم ياباني.[5]
- 12 فبراير – ساتوشي كوغا لاعب كرة قدم ياباني.[6]
- 12 فبراير – كينتارو إيشيكاوا لاعب كرة قدم ياباني.
- 12 فبراير – كينجي ياماموتو لاعب كرة طائرة ياباني.
- 18 فبراير – جونكو إيواو[7]
- 19 فبراير – هيروكو كاساهارا

### مارس
- 1 مارس – كين يوشيدا لاعب كرة قدم ياباني.
- 3 مارس – رومي كاساهارا مؤدّية صوت يابانية.
- 6 مارس – هايدكي كاتسورا لاعب كرة قدم ياباني.
- 10 مارس – ياسوشي إيشي موسيقي ياباني.
- 12 مارس – كاتسويا أونيزوكا ملاكم ياباني.
- 20 مارس – كايا متسوتاني[8]
- 27 مارس – هيروشي كاواشيما ملاكم ياباني.
- 29 مارس – سوجرو إيشيإي لاعب كرة قدم ياباني.

### أبريل
- 2 أبريل – شوج كوسانو لاعب كرة قدم ياباني.
- 3 أبريل – شينجي فوجييوشي لاعب كرة قدم ياباني.[9]
- 16 أبريل – كاتسوهيرو ياماك لاعب كرة قدم ياباني.
- 17 أبريل – ميكيكو هاجيوارا لاعبة كرة سلة يابانية.
- 19 أبريل – فوميتو أويدا مطور ألعاب فيديو ياباني.
- 23 أبريل – ساداو أبي[10]
- 24 أبريل – هيرويوكي إيناغاكي لاعب كرة قدم ياباني.
- 25 أبريل – توموكو كاواكامي مؤدّية صوت يابانية.[11]
- 28 أبريل – ماساهيرو أوتا لاعب كرة قدم ياباني.[12]

### مايو
- 6 مايو – ميتسوهيرو ميساكي لاعب كرة قدم ياباني.
- 11 مايو – شينسوكي شيأوتاني لاعب كرة قدم ياباني.
- 11 مايو – ياسوهيكو نيمورا لاعب كرة قدم ياباني.[13]
- 13 مايو – يوج هاشيموتو لاعب كرة قدم ياباني.[14]
- 14 مايو – كينيتشي شيموكاوا لاعب كرة قدم ياباني.[15]
- 15 مايو – كينتارو ساوادا لاعب كرة قدم ياباني.[16]
- 15 مايو – يويشيرو تاتسويوشي ملاكم ياباني.
- 18 مايو – نوبياسو إيكيد لاعب كرة قدم ياباني.
- 22 مايو – ماساتو كوقا لاعب كرة قدم ياباني.
- 24 مايو – تادشي كويا لاعب كرة قدم ياباني.
- 24 مايو – شوج نونوشيتا لاعب كرة قدم ياباني.
- 25 مايو – ساتسكي يوكينو
- 26 مايو – نوبوهيرو واتسوكي[17]
- 28 مايو – كينجي كيتا لاعب كرة قدم ياباني.
- 29 مايو – تاكيهارو إيشيموتو

### يونيو
- 1 يونيو – تاكويا جينو لاعب كرة قدم ياباني.[18]
- 4 يونيو – تورو كاواشيما لاعب كرة قدم ياباني.
- 4 يونيو – هيديو ساكاكي ممثل ياباني.
- 5 يونيو – كوجي نوغوشي لاعب كرة قدم ياباني.[19]
- 5 يونيو – كينجي تاكاهاشي لاعب كرة قدم ياباني.
- 7 يونيو – تومواكي أوغامي لاعب كرة قدم ياباني.[20]
- 10 يونيو – كاتسوهيرو هارادا منتج ألعاب فيديو ياباني.
- 14 يونيو – تيتسويا هارادا متسابق دراجات نارية ياباني.
- 24 يونيو – تتسيا إيواناغا
- 26 يونيو – تاكيشي كونومي مانغاكا ياباني.[21]
- 27 يونيو – هيروناري إيواموتو لاعب كرة قدم ياباني.
- 28 يونيو – أكيكو كيمرا[22]

### يوليو
- 9 يوليو – ماساهيتو يابيه
- 10 يوليو – تاموتسو كوماتسوزكي لاعب كرة قدم ياباني.
- 11 يوليو – ريكي تاكاساكي لاعب كرة قدم ياباني.[23]
- 11 يوليو – ميكي ناغاساوا مؤدّية صوت يابانية.[24]
- 13 يوليو – تاتسويا أسانوما لاعب كرة قدم ياباني.
- 16 يوليو – ساتوشي تاإيرا لاعب كرة قدم ياباني.
- 19 يوليو – تاكاميتسو أوتا لاعب كرة قدم ياباني.
- 21 يوليو – سيإيإيتشي أوغوا لاعب كرة قدم ياباني.
- 23 يوليو – كينجي نومورا مؤدّي صوت ياباني.
- 23 يوليو – نوبيوكي هوساكا لاعب كرة قدم ياباني.
- 31 يوليو – إسامو كاميكوكوريو

### أغسطس
- 2 أغسطس – ماسافومي تاكادا ملحن ياباني.
- 3 أغسطس – ماساهارو سوزوكي لاعب كرة قدم ياباني.[25]
- 6 أغسطس – يوتاكا أكيتا لاعب كرة قدم ياباني.[26]
- 9 أغسطس – شيكو شيباهارا مؤدّية صوت يابانية.[27]
- 12 أغسطس – فوميتاكي ميورا لاعب كرة قدم ياباني.[28]
- 15 أغسطس – ماساهيرو إندو لاعبو كرة قدم يابانيون.[29]
- 15 أغسطس – هيدينوري تابتا لاعب كرة قدم ياباني.
- 20 أغسطس – كادزوتو ساإيكي لاعب كرة قدم ياباني.
- 26 أغسطس – تيتسويا أوكرا لاعب كرة قدم ياباني.

### سبتمبر
- 1 سبتمبر – أتسكو يويا
- 8 سبتمبر – موتوكو كوماي مؤدّية صوت يابانية.[30]
- 13 سبتمبر – سسمو تشيبا مؤدّي صوت ياباني.
- 16 سبتمبر – كونيو ناغاياما لاعب كرة قدم ياباني.[31]
- 19 سبتمبر – تاكانوري نيشيكاوا موسيقي ياباني.[32]
- 19 سبتمبر – يوكا إيماي
- 28 سبتمبر – كيميكو داتي كروم لاعبة كرة مضرب يابانية.
- 28 سبتمبر – يوجي كيشي
- 30 سبتمبر – يوتو كازاما مؤدّي صوت ياباني.

### أكتوبر
- 1 أكتوبر – تيتسويا إيتو لاعب كرة قدم ياباني.[33]
- 4 أكتوبر – فوتوشي إيكيدا لاعب كرة قدم ياباني.[34]
- 6 أكتوبر – أكينوري ساكاي لاعب كرة قدم ياباني.
- 8 أكتوبر – تتسويا نومورا[35]
- 12 أكتوبر – ساياكا كوباياشي
- 12 أكتوبر – ماساكي تسوكانو لاعب كرة قدم ياباني.
- 18 أكتوبر – كازوهيسا إيري لاعب كرة قدم ياباني.
- 31 أكتوبر – ماكوتو يامازكي لاعب كرة قدم ياباني.

### نوفمبر
- 2 نوفمبر – سيجين أويكاوا متسابق دراجات نارية ياباني.
- 7 نوفمبر – كادزماسا كاوانو لاعب كرة قدم ياباني.[36]
- 13 نوفمبر – هيروشي ساإيتو لاعب كرة قدم ياباني.
- 16 نوفمبر – ريكدو كوشي مانغاكا ياباني.[37]
- 18 نوفمبر – شينامي نيشيمورا مؤدّية صوت يابانية.[38]
- 20 نوفمبر – ساتوشي شيكي مانغاكا ياباني.[39]
- 22 نوفمبر – هيروشي مييازوا لاعب كرة قدم ياباني.[40]

### ديسمبر
- 9 ديسمبر – نوبوك ياناغيتا لاعب كرة قدم ياباني.
- 9 ديسمبر – يوشينوري فوروب لاعب كرة قدم ياباني.
- 18 ديسمبر – جن ناإيتو لاعب كرة قدم ياباني.
- 18 ديسمبر – ساتورو يوشيدا لاعب كرة قدم ياباني.[41]
- 18 ديسمبر – نوبو كيكوهارا لاعب كرة قدم ياباني.
- 19 ديسمبر – هيداكي كاميا منتج ألعاب فيديو ياباني.
- 25 ديسمبر – يوكو ساتو مؤدّية صوت يابانية.
- 27 ديسمبر – ناوكو يامازاكي رائدة فضاء يابانية.
- 28 ديسمبر – ماكوتو يونيكورا لاعب كرة قدم ياباني.

## وفيات

### يناير
- 25 يناير – إيجي تسوبورايا (مواليد 1901) مخرج أفلام ياباني.[42]

### فبراير
- 27 فبراير – رايزو فوكوهارا (مواليد 1931) لاعب كرة قدم ياباني.

### مارس
- 1 مارس – توشيو إيواتاني (مواليد 1925) لاعب كرة قدم ياباني.

### أكتوبر
- 11 أكتوبر – كيشيرو هيغوشي (مواليد 1888) عسكري ياباني.[43]
- 16 أكتوبر – شويتشي ساكاتا (مواليد 1911) فيزيائي ياباني.

### نوفمبر
- 25 نوفمبر – يوكيو ميشيما (مواليد 1925)[44]